# Генерал-поштмейстер Шрі-Ланки

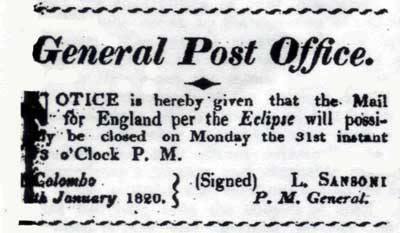
Раннє поштове оповіщення в газеті Ceylon Government Gazette від 31 січня 1820 року опубліковане в Коломбо генеральним поштмейстером Льюїсом Сансоні

Генеральний поштмейстер Шрі-Ланки (англ. Postmaster General of Sri Lanka) — офіційний статус глави поштової адміністрації Шрі-Ланки, яка є частиною урядових департаментів. Станом на 2017 рік, пост генерального поштмейстера займав Д. Л. П. Рохана Абеяратне (D. L. P. Rohana Abeyaratne).

## Історія
Першим генеральним поштмейстером на острові Цейлон при британцях був Антоніо Бертолуччі (Antonio Bertolucci), призначений на цей пост у 1802 році.
У 1815 році острів повністю перейшов під британське управління. З цього ж року генеральним поштмейстером на острові був призначений Е. Блеттерман (E. Bletterman). Його змінив у 1817 році Льюїс Сансоні (Lewis Sansoni)[≡]. Наступним поштмейстером став майор Дж. Стюарт, під керівництвом якого пошта була заснована у всіх великих містах острова.
У 1882 році англійці реорганізували поштову службу і створили постійно діюче центральне поштове відділення в Коломбо. Згодом було введено посаду, повна назва якої звучить як генеральний поштмейстер Цейлону, і першим, хто був призначений на цю посаду, став офіцер повітряної армії А. Кеннеді (A. Kennedy).

## Список генеральних поштмейстерів
Нижче перераховані ранні генеральні поштмейстери на острові і особи, які займали посаду генерального поштмейстера Цейлону, а з 1972 року — посаду генерального поштмейстера Шрі-Ланки (список неповний):
Ранні генеральні поштмейстери
- Антоніо Бертолуччі (Antonio Bertolucci, 1802—?)
- Е. Блеттерман (E. Bletterman, 1815—1817)
- Льюїс Сансоні (Lewis Sansoni)[≡]
- Майор Дж. Стюарт (Major G. Stewart)
- Джордж Лі (Lee George, 1833—1860; перебував найдовше за всіх на цій посаді)
- Т. Е. Б. Скіннер (T. E. B. Skinner, 1871—1897)

Генеральні поштмейстери Цейлону
- А. Кеннеді (A. Kennedy)
- Ф. Дж. Сміт (F. J. Smith, 1913—1923)
- Дж. П. Епплбі (J. P. Appleby, 1946—1947)
- Мудлієр Д. Г. Тіллекератне (Mudlier D. G. Tillekeratne, 1934—1935)
- А. Ігнатіус Перера (A. Ignatius Perera, CBE, 1947—1951)
- В. А. Ніколас (V. A. Nicholas MBE, 1951—1956)
- Г. Е. Сеневіратне (H. E. Seneviratne, 1956—1961)
- Т. Сівапрагасам (T. Sivapragasam — 1961, в. о.)
- Д. Р. Даяратне (D. G. Dayaratne, 1961—1962)
- А. С. Когомбан-Вікрема (A. S. Kohomban-Wickrema, 1962—1964)
- А. Л. Перера (A. L. Perera, 1964—1968)
- Р. Е. де С. Еллавала (G. E. de S. Ellawala, 1968)
- Вернон Абейсекера (Vernon Abeysekera, CAS, 1969—1970)

Генеральні поштмейстери Шрі-Ланки
- Ч. Дж. Серасінгхе (C. J. Serasinghe, 1970—1973)
- А. Р. М. Джаявардене (A. R. M. Jayawardene, SLAS, 1973—1980)
- А. П. Гапуденія (A. P. Hapudeniya, 1980—1984)
- Ю. В. Бандара (U. W. Bandara, 1985—1986)
- А. Б. Дамунупола (A. B. Damunupola, 1986—?)
- К. А. С. Сенадгеера (K. A. S. Senadheera)
- М. К. Б. Діссанаяке (M. K. B. Dissanayake)
- Д. Л. П. Р. Абеяратне (D. L. P. R. Abeyaratne, 2012 — наш час)[2]